# Lasiocercis postfasciata
Lasiocercis postfasciata là một loài bọ cánh cứng trong họ Cerambycidae.